# Necropoli delle Scalette
La Necropoli delle Scalette è una necropoli etrusca, con sepolcri datati tra il VII e V secolo a.C., che si trova a Tuscania in provincia di Viterbo.

## Descrizione
La necropoli, estesa per più di un chilometro e mezzo, si trova ad est dell'abitato di Tuscania, in prossimità del fiume Marta.  Nell'area sono presenti oltre 120 sepolcri, la gran parte dei quali del tipo rupestre, ed alcuni a fossa e pozzetto. 
Di rilievo un tumulo risalente al VII secolo a.C., sia per la quantità e qualità dei reperti ritrovati che fanno ipotizzare destinato alla sepoltura di un personaggio di rango elevato, che per lo sviluppo planimetrico caratterizzato da due ambienti quadrangolari, vestibolo e camera funeraria, di ampie dimensioni.
Particolare anche la presenza di un colombario, di età tardo ellenistica o repubblicana romana. 
Alcuni dei reperti ritrovati nella necropoli sono esposti nel Museo archeologico nazionale Tuscanese.